# Karl Pospischil
Karl Pospischil (* 26. Jänner 1926 in Neuda; † 8. Juli 2001 in Wien) war ein österreichischer Politiker (SPÖ) und Bezirksstellenleiter der Niederösterreichischen Gebietskrankenkasse. Er war von 1969 bis 1970 Mitglied des Bundesrates und von 1970 bis 1987 Abgeordneter zum Landtag von Niederösterreich.

## Ausbildung und Beruf
Nach der Pflichtschule in Pöchlarn erlernte Pospischil von 1941 bis 1943 den Beruf des Metallflugzeugbauers und besuchte die Berufsschule in Wiener Neustadt. Während des Zweiten Weltkrieges leistete er zwei Jahre lang Militärdienst ab und verbrachte ein Jahr in britischer Kriegsgefangenschaft. Er wurde 1946 Bezirksstellenleiter der Niederösterreichischen Gebietskrankenkasse für den Bezirk Melk in Pöchlarn und hatte diese Position bis 1987 inne. 

## Politik
Pospischil war von 1955 bis 1960  Mitglied des Gemeinderates der Marktgemeinde Golling an der Erlauf und übernahm von 1960 bis 1982 die Funktion des Bürgermeisters in der Marktgemeinde. Er vertrat die SPÖ Niederösterreich vom 20. November 1969 bis zum 5. November 1970 im Bundesrat und war danach vom 19. November 1970 bis zum 30. November 1987 Abgeordneter zum Niederösterreichischen Landtag, wobei er ab dem 28. Jänner 1982 die Funktion des 2. Landtagspräsidenten innehatte.
Innerparteilich hatte sich Pospischil bereits von 1948 bis 1953 als Bezirksvorsitzender der Sozialistischen Jugend Melk engagiert, danach war er von 1953 bis 1969 Ortsparteivorsitzender der SPÖ Golling an der Erlauf und danach Bezirksparteivorsitzender der SPÖ Melk. Er war zudem Mitglied des Landesparteivorstandes der SPÖ Niederösterreich, Mitglied des Landesparteipräsidiums und    Mitglied des Kollegiums des Bezirksschulrates Melk.

## Auszeichnungen
- Großes Silbernes Ehrenzeichen für Verdienste um die Republik Österreich
- Silbernes Komturkreuz mit dem Stern des Ehrenzeichens für Verdienste um das Bundesland Niederösterreich